# Archytaea triflora
Archytaea triflora är en tvåhjärtbladig växtart som beskrevs av Carl Friedrich Philipp von Martius. Archytaea triflora ingår i släktet Archytaea och familjen Bonnetiaceae. Inga underarter finns listade i Catalogue of Life.

## Bildgalleri

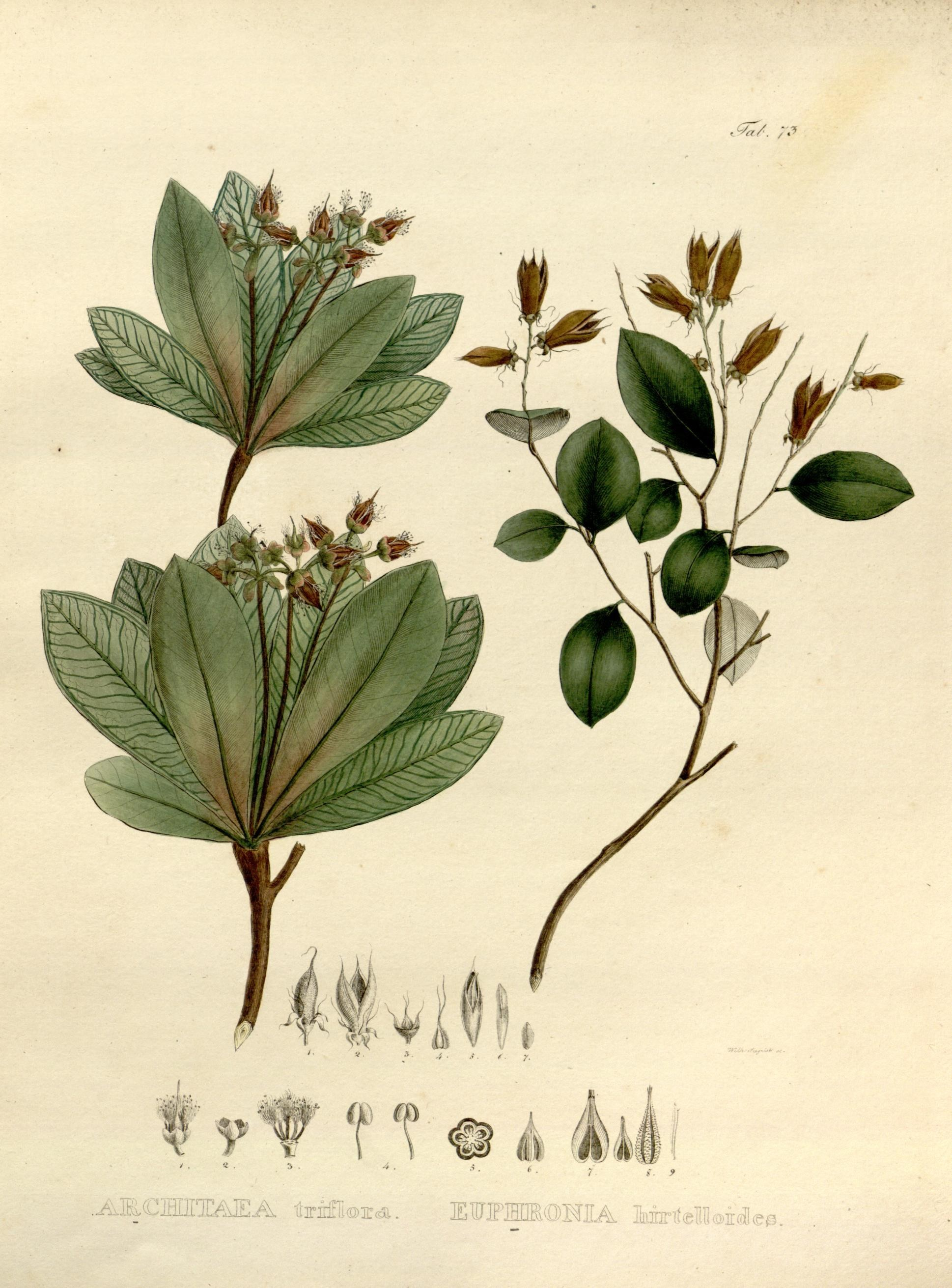